# Кульпелого
Кульпелого (фр. Koulpélogo) — одна з 45 провінцій Буркіна-Фасо. Знаходиться в Східно-Центральному регіоні, столиця провінції — Уаргайє. Площа Кульпелого — 2497 км².
Населення станом на 2006 рік — 259 395 чоловік.

## Адміністративний поділ
Кульпелого підрозділяється на 8 департаментів.